# غادي أغيري
غادي أغيري (بالإسبانية: Gaddi Aguirre)‏ (31 مارس 1996 بغوادالاخارا في المكسيك - ) هو لاعب كرة قدم مكسيكي في مركز الدفاع. لعب مع نادي أطلس.

## روابط خارجية
- غادي أغيري على موقع قاعدة بيانات كرة القدم.إي يو (الإنجليزية)
- غادي أغيري على موقع Soccerway.com (الإنجليزية)
- غادي أغيري على موقع AS.com (الإسبانية)